# Klaus Semsroth

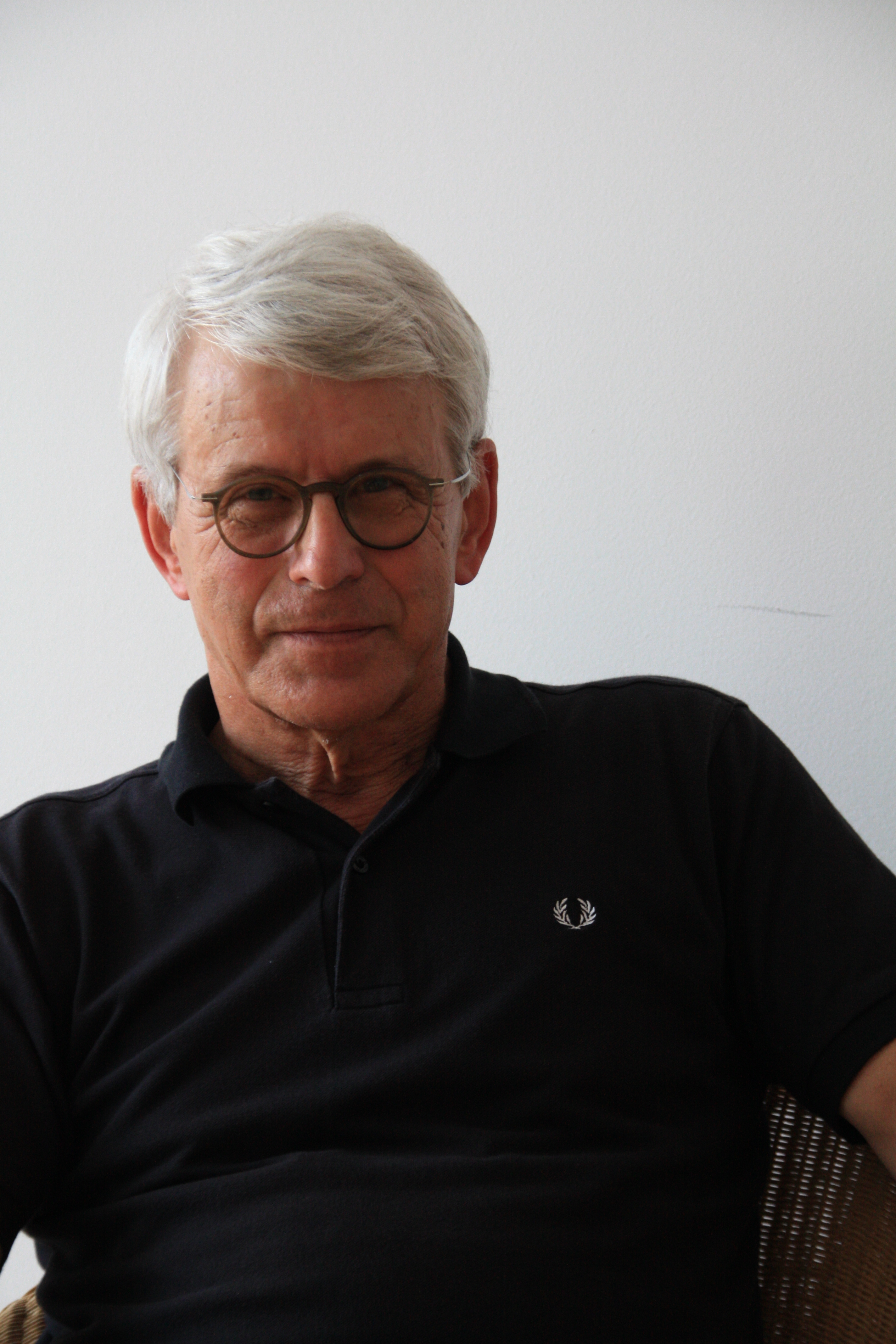
Klaus Semsroth (2009)

Klaus Semsroth (* 5. Januar 1939 in Bad Bevensen) ist ein österreichischer Architekt, Stadtplaner und Hochschullehrer.

## Leben
Klaus Semsroth studierte von 1961 bis 1969 an der Technischen Universität Wien (TU Wien) Architektur. Im Jahr 1969 besuchte er die Internationale Sommerakademie für Bildende Kunst Salzburg bei Jacob Bakema. Von 1969 bis 1970 absolvierte Semsroth ein städtebauliches Aufbaustudium an der Technischen Universität München bei Albers. 1971 besuchte er den Post-Graduate Course „Urban and Regional Planning“ an der Universität Glasgow und der Universität Edinburgh.
Semsroth wirkte von 1971 bis 1994 als Universitätsassistent am Institut für Städtebau an der TU Wien. 1975 wurde er zum Doktor der Technischen Wissenschaften promoviert. Er habilitierte sich 1985 und erwarb die Lehrbefugnis für das Fachgebiet Städtebau.
1994 erfolgte seine Ernennung zum Universitätsprofessor für Städtebau, von 1994 bis 1998 war er Vorsitzender der Studienkommission Architektur an der TU Wien. Er leitete von 1995 bis 1998 als Institutsvorstand das Institut für Städtebau, Raumplanung und Raumordnung an dieser Universität. 1997 wurde er Studiendekan der Fakultät für Raumplanung und Architektur und von 1998 bis 2012 leitete er die Fakultät als Dekan. 2007 erfolgte seine Emeritierung.
Schwerpunkte seiner Lehrtätigkeit lagen in den Bereichen Städtebau I + II (1971–2006), Stadtgestaltung (1973–1998), Einführung in die Raumplanung (1973–1993), Stadt- und Dorferneuerung (1986–1998), Städtebau-Studio (1993–2006) und Städtebauliches Entwerfen (1993–2006).
Neben seiner Lehrtätigkeit war Semsroth von 1987 bis 1990 an der Projektentwicklung für das Regierungsviertel St. Pölten beteiligt. 1990–1991 oblag ihm die Organisation und Durchführung des Internationalen städtebaulichen und architektonischen Wettbewerbs für die Expo 95 in Wien. Er initiierte und organisierte im Jahr 2000 die Ausstellungsreihe „archdiploma“ seiner Fakultät. 2004 organisierte er die akademische Kooperation mit den Architekturschulen der Tongji-Universität in Shanghai, SEU University in Nanjing, in Shenzen und Tschinghua University in Peking und seit 2010 das Double-Degree-Programm für Architekten der Technischen Universität Wien und der Tongji University in Shanghai gemeinsam mit Mladen Jadric. 
Neben zahlreichen Fachpublikationen war er von 2004 bis 2014 Mitherausgeber des Gesamtwerks von Camillo Sitte. 
Klaus Semsroth ist verheiratet und hat zwei Kinder.

## Funktionen und Mitgliedschaften
- Mitglied der 2. Diplomprüfungskommission der Studienrichtung Architektur und der Studienrichtung Raumplanung und Raumordnung
- Mitglied der Prüfungskommission beim Bundeskanzleramt für das Fach „Wohn- und Siedlungswesen“
- Vorsitzender des Vorstands der Österreichischen Gesellschaft für Raumplanung (1994–2001)
- Mitglied des Denkmalschutzbeirats (seit 1994)
- Mitglied des Grundstückbeirats des Magistrats der Stadt Wien (1995–2000)
- Korrespondierendes Mitglied der Akademie für Raumforschung und Landesplanung in Hannover (seit 1996)
- Korrespondierendes Mitglied der Deutschen Akademie für Städtebau und Landesplanung in Berlin (seit 1998)
- Vorsitzender der Camillo-Sitte-Gesellschaft (2003–2013)

## Auszeichnungen
- 2006: Silbernes Ehrenzeichen Verdienste um die Republik Österreich
- 2008: Ehrendoktorwürde der Nationalen Polytechnischen Universität Lwiw
- 2010: Goldenes Ehrenzeichen der Stadt Wien
- 2013: Camillo-Sitte-Medaille

## Wettbewerbsentwürfe (Auswahl)
- 2017: Asiad Athlete Village in Hangzhou (Masterplan), China-2022-International Design Competition, 1. Platz gemeinsam mit Maden Jadric
- 2018: Hangzhou Watertown, Internationaler Wettbewerb, 1. Platz gemeinsam mit Maden Jadric, Xu Kai und Sun Tonguy

## Schriften (Auswahl)
- mit Othmar Sackmauer: Ein Stadtteilerneuerungsplan für den Wehgraben in Steyr. In: Berichte zur Raumforschung und Raumplanung, 24. Jahrgang 1980, Nr. 5.
- Das Regierungsviertel für Niederösterreich in St. Pölten. In: Magistrat der Stadt Linz (Hrsg.): Stadterneuerung. Methoden und Beispiele. Linz 1991.
- Grundlagen der Stadtraumgestaltung. (The Basis for the Design of Urban Spaces.) In: Wien. Stadtraum. Der Stand der Dinge. Stadtplanung Wien. Wien 1994.
- als Hrsg. mit Michael Mönninger und Christina Crasemann-Collins: Camillo Sitte. Gesamtausgabe. Schriften und Prokjekte. 6 Bände, Böhlau, Wien u. a. 2004–2014.